# Хейсканен, Ким Иванович
Ким Иванович Хейсканен (20 марта 1938 — 31 мая 2011) — российский и советский учёный, геолог. 

## Биография
Родился 20 марта 1938 года в старинной ингерманландской деревне Матокса Куйвозовского финского национального района Ленинградской области. 
После окончания в 1960 году Геологоразведочного факультета Петрозаводского государственного университета начал работу в Институте геологии Карельского научного центра РАН, где прошёл путь от лаборанта до директора института. 
В 2002 году уже в пенсионном возрасте переехал с семьёй в Финляндию.
Доктор геолого-минералогических наук, автор и соавтор 16 научных монографий и около 200 статей в периодических научных изданиях. Инициатор внедрения математических методов в геологических исследованиях в петрозаводском Институте геологии. Активный участник научных контактов с геологами США и Финляндии, заложивших базу для международного сотрудничества Института геологии с дулутским отделением университета Миннесоты и Геологической Службой Финляндии.